# La magica medicina
La magica medicina (George's Marvellous Medicine) è un romanzo per bambini scritto da Roald Dahl.

## Trama
George è un bambino costretto a sopportare la nonna quando i suoi genitori non sono in casa: la nonna di George è vecchia ed usa questa scusa per farsi portare tutto ciò che desidera, compresa la sua medicina in ogni momento della giornata; altre volte la nonna "insulta" il nipote per la sua esagerata vivacità o perché lui "cresce troppo rapidamente" e sostiene di avere poteri magici.
Un giorno George decide di vendicarsi: prepara una schifosa medicina fatta con tutto quello che trova in casa, dalle spezie ai farmaci per animali, dai cosmetici al grasso per motore, e la presenta alla nonna come se fosse la medicina solita, con l'intento di guarirla definitivamente o farle male. La nonna chiama il nipote pretendendo la medicina, la inghiotte senza indugi e subito si vedono gli effetti: comincia a crescere fino rompere il tetto con la testa. Ricordare tutti gli ingredienti però è difficile e ad ogni prova un animale cambia dimensioni in modo diverso dalla nonna. L'ultima medicina formulata ha il potere di rimpicciolire e nemmeno George sa quale ingrediente manchi. La nonna, scambiandola per il suo tè, la strappa dalle mani del nipote e la beve tutta, rimpicciolendo fino a scomparire nel nulla.

## Edizioni
- Roald Dahl, La magica medicina, traduzione di Forti Paola, collana Gl'Istrici, Salani, 1991,  p. 128, ISBN 88-7782-046-2.